# Porumbenii Mari
Porumbenii Mari (węg. Nagygalambfalva) – wieś w Rumunii, w okręgu Harghita, w gminie Porumbeni. W 2011 roku liczyła 1237 mieszkańców.